# Joseph Calvet
Joseph Calvet   (Valença d'Agen, 8 d'octubre de 1897 - 17è districte de París, 3 de maig de 1984) nom artístic d'Étienne André Joseph Calvet, va ser un famós violinista clàssic francès. El 1919 va fundar el famós Quartet Calvet.

## Biografia
Calvet va començar els estudis de violí al Conservatori de Tolosa, on va obtenir un Primer Premi el 1904, després va continuar els seus estudis al Conservatori de París, i també va obtenir un Primer Premi el 1919. Calvet es va formar a l'escola francesa de violí que es va desenvolupar entre la segona meitat del XIX i la primera meitat del XX.
El Quartet Calvet

El 1919 va crear el seu quartet de corda amb Georges Mignot (2n violí), substituït per Daniel Guilevitch el 1929), Léon Pascal a la viola i Paul Mas al violoncel. Menys de deu anys després es va fer la fama del Quartet Calvet, i és amb el suport de Nadia Boulanger que el Quartet va donar els Quartets Beethoven complets a París. Paral·lelament, Joseph Calvet i el seu quartet van defensar ardentment la música francesa dels seus contemporanis, sobretot tocant i gravant els quartets de Gabriel Fauré, Claude Debussy i Maurice Ravel. Aquesta primera formació s'havia d'acabar a l'inici de la Segona Guerra Mundial amb la marxa de Daniel Guilevitch -que era jueu- als Estats Units (on havia d'adoptar el nom de Daniel Guilet), i només va ser a finals de la guerra que Joseph Calvet va ressuscitar d'alguna manera el quartet amb nous socis: el violinista Jean Champeil, el violista Maurice Husson i el violoncel·lista Manuel Recasens. Aquesta nova formació va tenir un gran èxit després de la guerra, i va crear quartets del repertori francès, en particular el de Florent Schmitt el 1948, com havia fet l'anterior formació amb Guy Ropartz i Jean Françaix. El Quartet Calvet es va dissoldre finalment l'any 1950.

## Enregistrament històric
- Beethoven's String quartet n° 1 Op. 18 and n° 14 Op. 131 (1936, 1938); Teldec Telefunken Legacy 3984-28413-2
- Fauré's Piano Quartet in C minor
- Schubert's String Quart et No. 14 (Death and the Maiden)